# 6056 Donatello
För andra betydelser, se Donatello (olika betydelser).
6056 Donatello eller 2318 T-3 är en asteroid i huvudbältet som upptäcktes den 16 oktober 1977 av den nederländsk-amerikanske astronomen Tom Gehrels och det nederländska astronomparet Ingrid van Houten-Groeneveld och Cornelis Johannes van Houten vid Palomarobservatoriet. Den är uppkallad efter den italienska konstnären Donatello.
Asteroiden har en diameter på ungefär 12 kilometer.